# Lia Karatančeva
Lia Radoslavova Karatančeva (in bulgaro Лиа Радославова Каратанчева?; Sofia, 8 settembre 2003) è una tennista bulgara.

## Biografia
È figlia dell'ex giocatore di canottaggio e membro del Parlamento come parte della Bulgarian Business Bloc, Radoslav Karatančev. Sua madre, Zhivka Angelova, è una giornalista.
Ha tre sorelle una delle quali, Gabriel Karatančeva, è stata una tennista professionista attiva dal 2014 al 2017. Sua sorella maggiore, Sesil (inattiva dal 2023), e la sorella più giovane, Alexa, sono anche loro tenniste professioniste.

## Carriera
Lia Karatančeva ha vinto 1 titolo in singolare e 5 titoli in doppio nel circuito ITF in carriera. Il 14 luglio 2025 ha raggiunto il best ranking in singolare raggiungendo la 264ª posizione mondiale, mentre il 16 giugno 2025 ha raggiunto la 160ª posizione in doppio.
Fa parte della squadra bulgara di Fed Cup compiendo il suo debutto nel 2023, dove ha un bilancio complessivo di 13 vittorie e 8 sconfitte.
Lia fa la sua prima apparizione nel circuito maggiore nel WTA 500 del Mérida Open 2025, dove è subentrata nelle qualificazioni come alternate ed è stata sconfitta nel primo turno dalla testa di serie numero 5 Petra Martić in due set. In estate, partecipa anche alle qualificazioni dello Iași Open, ma anche in questo caso ne esce sconfitta all'esordio dalla spagnola Alicia Herrero Liñana in rimonta. A marzo, durante il Megasaray Hotels Open 3, supera le qualificazioni e raggiunge i primi quarti di finale in carriera in un evento di categoria WTA 125, battendo le slovene Veronika Erjavec e Tamara Zidanšek, per poi perdere dall'australiana Astra Sharma.

## Statistiche ITF

### Singolare

#### Vittorie (1)
| Torneo $100.000 (0) |
| Torneo $80.000 (0)  |
| Torneo $60.000 (0)  |
| Torneo $40.000 (1)  |
| Torneo $25.000 (0)  |
| Torneo $15.000 (0)  |

| N. | Data           | Torneo                                                           | Superficie  | Avversaria in finale | Punteggio        |
| 1. | 11 maggio 2025 | Revolution Technologies Pro Tennis Classic, Indian Harbour Beach | Terra verde | Arina Rodionova      | 6-2, 6(6)-7, 6-3 |

#### Sconfitte (2)
| Torneo $100.000 (0) |
| Torneo $80.000 (0)  |
| Torneo $60.000 (1)  |
| Torneo $40.000 (0)  |
| Torneo $25.000 (1)  |
| Torneo $15.000 (0)  |

| N. | Data             | Torneo                             | Superficie  | Avversaria in finale | Punteggio        |
| 1. | 27 luglio 2024   | Open Castilla y León, Segovia      | Cemento     | Yasmine Mansouri     | 2-6, 7-6(5), 5-7 |
| 2. | 8 settembre 2024 | Alpstar Ladies Open Vienna, Vienna | Terra rossa | Tena Lukas           | 4-6, 1-6         |

### Doppio

#### Vittorie (5)
| Torneo $100.000 (0) |
| Torneo $80.000 (0)  |
| Torneo $60.000 (1)  |
| Torneo $40.000 (0)  |
| Torneo $25.000 (4)  |
| Torneo $15.000 (0)  |

| N. | Data             | Torneo                        | Superficie  | Compagna         | Avversarie in finale            | Punteggio        |
| 1. | 19 novembre 2022 | Nana Heraklion, Heraklion     | Terra rossa | Oana Gavrilă     | Lina Ǵorčeska Dea Herdželaš     | 6-4, 6-4         |
| 2. | 20 aprile 2024   | ForteVillage ITF Trophy, Pula | Terra rossa | Elenē Christofē  | Eleonora Alvisi Federica Urgesi | 6-0, 6-4         |
| 3. | 26 luglio 2024   | Open Castilla y León, Segovia | Terra rossa | Radka Zelníčková | Alexandra Osborne Anna Rogers   | 2-6, 6-3, [10-3] |
| 4. | 29 marzo 2025    | Antalya Series, Adalia        | Terra rossa | Makenna Jones    | Ilinca Amariei Cristina Dinu    | 6-2, 6-2         |
| 5. | 19 aprile 2025   | Ladies Open de Calvi, Calvi   | Cemento     | Lisa Zaar        | Riya Bhatia Sada Nahimana       | 6-4, 6-3         |

#### Sconfitte (9)
| Torneo $100.000 (1) |
| Torneo $80.000 (0)  |
| Torneo $60.000 (3)  |
| Torneo $40.000 (1)  |
| Torneo $25.000 (4)  |
| Torneo $15.000 (0)  |

| N. | Data              | Torneo                                         | Superficie  | Compagna           | Avversarie in finale                  | Punteggio            |
| 1. | 20 gennaio 2024   | Germain BMW of Naples, Naples                  | Terra verde | Isabelle Haverlag  | Elvina Kalieva Marija Kozyreva        | 0-6, 0-6             |
| 2. | 16 marzo 2024     | Santo Domingo Women's, Santo Domingo           | Cemento     | Rasheeda McAdoo    | Carmen Corley Ivana Corley            | 1-6, 7-6(5), [10–12] |
| 3. | 25 maggio 2024    | Kursumlijska Banja Women's, Kuršumlijska Banja | Terra rossa | Michaela Bayerlová | Ksenija Laskutova Radka Zelníčková    | 7-5, 6(3)-7, [9-11]  |
| 4. | 20 luglio 2024    | Open Araba en Femenino, Vitoria                | Cemento     | Diāna Marcinkēviča | Alexandra Eala Estelle Cascino        | 3-6, 6-2, [4-10]     |
| 5. | 10 agosto 2024    | Zagreb Open, Zagabria                          | Terra rossa | Sapfo Sakellaridi  | Živa Falkner Amarissa Tóth            | 4-6, 3-6             |
| 6. | 21 settembre 2024 | Pirulo Cup Pazardzhik, Pazardžik               | Terra rossa | Sapfo Sakellaridi  | Veronika Erjavec Anita Wagner         | 5-7, 6-3, [5-10]     |
| 7. | 28 settembre 2024 | Serbian Tennis Tour, Kuršumlijska Banja        | Terra rossa | Cristina Dinu      | Amina Anšba Noma Noha Akugue          | 2-6, 6(2)-7          |
| 8. | 19 ottobre 2024   | Faro Ladies Open, Faro                         | Cemento     | Diāna Marcinkēviča | Weronika Falkowska Stéphanie Visscher | 4-6, 6-2, [5-10]     |
| 9. | 14 giugno 2025    | Macha Lake Open, Česká Lípa                    | Terra rossa | Aneta Kučmová      | Alena Kovačková Ivana Šebestová       | 6–1, 5–7, [5–10]     |